# 379 TCN
379 TCN là một năm trong lịch La Mã.